# Campeonato Chileno de Futebol de 1964 - Segunda Divisão
O Campeonato Chileno de Futebol de Segunda Divisão de 1964 foi a 13ª edição do campeonato do futebol do Chile, segunda divisão, no formato "Primera B". Em turno e returno os 13 clubes jogam todos contra todos. O Campeão é promovido para o Campeonato Chileno de Futebol de 1965. O último colocado iria para as Associações de Origem de Futebol do Chile - nível local. 

## Participantes
| Equipe                                                | Cidade       | Região                  | No ano anterior                                    | Estádio                                               | Capacidade | Títulos        | Participações |
| ----------------------------------------------------- | ------------ | ----------------------- | -------------------------------------------------- | ----------------------------------------------------- | ---------- | -------------- | ------------- |
| Club Deportivo Trasandino de Los Andes                | Los Andes    | Província de Aconcágua  | Vice Campeão                                       | Estádio Regional de Los Andes                         | 2.500      | 0 (não possui) | 13            |
| Club de Deportes de la Universidad Técnica del Estado | Santiago     | Província de Santiago   | Sexto Lugar                                        | Estádio da Universidad Técnica del Estado             | 3.000      | 0 (não possui) | 11            |
| Club Deportivo San Bernardo Central                   | San Bernardo | Província de Santiago   | Décimo Terceiro Lugar                              | Estádio Maestranza                                    | 4.000      | 0 (não possui) | 9             |
| Iberia - Puente Alto                                  | Puente Alto  | Província de Santiago   | Oitavo Lugar                                       | xxx                                                   | xxx        | 0 (não possui) | 9             |
| Club de Deportes Ñublense                             | Chillán      | Província de Ñuble      | Décimo Primeiro Lugar                              | Estádio Bicentenário Municipal Nelson Oyarzún         | 12.000     | 0 (não possui) | 6             |
| Club Deportivo Lister Rossel                          | Linares      | Província de Linares    | Quinto Lugar                                       | Estádio Fiscal de Linares                             | 7.000      | 0 (não possui) | 5             |
| Club Deportivo Luis Cruz Martínez                     | Curicó       | Província de Curicó     | Décimo Lugar                                       | Estádio ANFA Luis H. Álvarez                          | 1.000      | 0 (não possui) | 3             |
| Club Deportivo Municipal de Santiago                  | Santiago     | Província de Santiago   | Décimo Segundo Lugar                               | Estádio Militar                                       | 13.500     | 0 (não possui) | 3             |
| Club Social y Deportivo San Antonio Unido             | San Antonio  | Província de Valparaíso | Sétimo Lugar                                       | Estádio Municipal Doctor Olegario Henríquez Escalante | 2.000      | 0 (não possui) | 3             |
| Colchagua Club de Deportes                            | San Fernando | Província de Colchagua  | Nono Lugar                                         | Estádio Municipal Jorge Silva Valenzuela              | 5.900      | 0 (não possui) | 8             |
| Club de Deportes Temuco                               | Temuco       | Província de Cautín     | Terceiro Lugar                                     | Estádio Municipal Germán Becker                       | 20.930     | 0 (não possui) | 2             |
| Club de Deportes Ovalle Ferroviarios                  | Ovalle       | Província de Coquimbo   | Quarto Lugar                                       | Estádio Municipal de Ovalle                           | 8.000      | 0 (não possui) | 2             |
| O'Higgins Fútbol Club                                 | Rancagua     | Província de O'Higgins  | Rebaixado do Campeonato Chileno de Futebol de 1963 | Estádio El Teniente                                   | 14.550     | 0 (não possui) | 1             |

## Campeão
| Campeão Chileno Segunda Divisão 1964                 |
| ---------------------------------------------------- |
| O'Higgins Fútbol Club (Rancagua) (1º título) Campeão |